# Deth Red Sabaoth
Deth Red Sabaoth es el noveno álbum de estudio de la banda de heavy y doom metal Danzig, lanzado el 22 de junio de 2010 a través del sello Evilive/The End Records. Deth Red Sabaoth marca la mejor posición en las listas de éxitos de un disco de Danzig desde el lanzamiento de Danzig 4 en 1994.

## Lista de canciones
1. "Hammer of the Gods" - 5:20
2. "The Revengeful" - 4:10
3. "Rebel Spirits" - 3:58
4. "Black Candy" - 4:08
5. "On a Wicked Night" - 4:02
6. "Deth Red Moon" - 3:58
7. "Ju Ju Bone" - 4:45
8. "Night Star Hel" - 6:42
9. "Pyre of Souls: Incanticle" - 3:18
10. "Pyre of Souls: Seasons of Pain" - 7:17
11. "Left Hand Rise Above" - 4:22

Todas las canciones fueron escritas por Glenn Danzig.

## Créditos
- Glenn Danzig – voz, guitarra, piano, batería
- Tommy Victor – guitarra, bajo
- Johnny Kelly – batería